# Anžela Brice
Anžela Brice (ur. 21 marca 1970 w Siewieromorsku) – łotewska biathlonistka.

## Osiągnięcia

### Igrzyska Olimpijskie
| Rok  | Miejsce        | IN | SP | PU  | MS | RL |
| 2002 | Salt Lake City | 63 | 58 | LAP |    |    |
| 2006 | Turyn          | 48 | 60 | LAP |    | 18 |

### Mistrzostwa Świata
| Rok  | Miejsce        | IN | SP | PU | MS | RL |
| 1995 | Rasen-Antholz  | 55 | 29 |    |    |    |
| 1996 | Ruhpolding     | 63 | 29 |    |    |    |
| 1997 | Brezno-Osrblie | 36 | 53 |    |    |    |

### Puchar Świata
| Sezon     | Miejsce |
| --------- | ------- |
| 1997/1998 | 63.     |